# Mariano Stabile

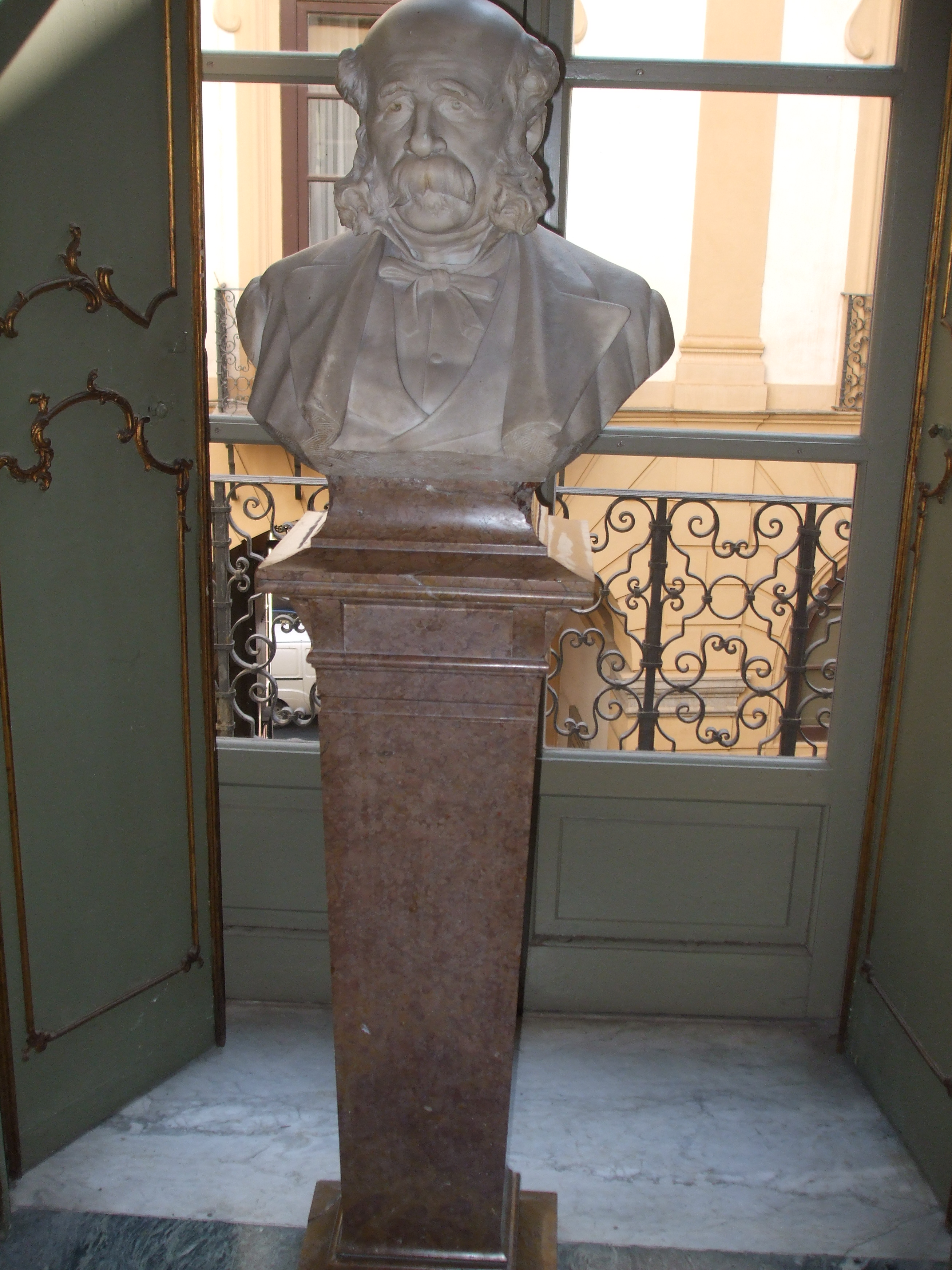

Mariano Stabile (n. 12 de mayo de 1888, Palermo - f. Milán; 11 de enero de 1968) fue un barítono italiano particularmente asociado con el repertorio italiano y en especial como Falstaff. 

## Carrera
Estudió en la Academia de Santa Cecilia de Roma con Antonio Cotogni debutando en Palermo, como Marcello en La bohème, en 1909. 
Debutó en 1911 en San Petersburgo, en el Teatro del Liceo de Barcelona en 1914, y en la Ópera de París en 1917, como Amonasro en Aida.
En 1918 debutó como Fígaro de El barbero de Sevilla en el Teatro Colón (Buenos Aires) junto a Ángeles Ottein, Escamillo en Carmen, I Pagliacci, como Ford en Falstaff y en el estreno mundial de Tucumán de Felipe Boero con Hina Spani y Aureliano Pertile. 
Su absoluta consagración llegó con Arturo Toscanini cuando lo eligió para Falstaff en la reapertura de  La Scala en 1921, papel que cantaría 1200 veces en su carrera. 
En La Scala cantó hasta 1955, como Gérard, Scarpia, Iago, Malatesta, Dulcamara, Beckmesser, Schicchi, Belfagor de Ottorino Respighi y en el revival de Il turco in Italia, de 1955 con Maria Callas.
Stabile actuó en el Covent Garden de Londres entre  1926  y 1931. En el Festival de Glyndebourne y Festival de Salzburgo entre 1931 y 1939, y en 1948 en el Festival de Edimburgo como Dr.Malatesta en Don Pasquale, siendo su única aparición en Estados Unidos en la Ópera Lírica de Chicago en 1924. 
Stabile poseía una excelente voz si bien limitada en el agudo que usó con inteligencia y estilo, se destacaba su dicción y cualidades de actor, especialmente en comedia.
Al retirarse, se dedicó a la enseñanza en el Conservatorio de Pesaro, allí fue maestro de canto hasta 1959.
Se casó con la soprano  Gemma Bosini (1890-1982), con quien actuaba a menudo.

## Discografía
- Verdi: Falstaff / Victor de Sabata, Stabile, Renata Tebaldi, Cesare Valletti, 1951.
- Mozart: Cosi fan tutte / Karl Bohm, Danco, Giulietta Simionato, Morel.
- Mozart: Le nozze di Figaro / Bruno Walter, Ezio Pinza, Stabile, Salzburgo 1937
- Rossini: Il Turco In Italia / Gianandrea Gavazzeni, Maria Callas, Nicolai Gedda, Nicola Rossi Lemeni, 1954.